# Bugarska nogometna reprezentacija
Bugarska nogometna reprezentacija je nogometna reprezentacija, koja predstavlja Bugarsku na međunarodnim natjecanjima i pod vodstvom je Bugarskog nogometnog saveza.
Bugarski nogometaši postigli su najveći uspjeh na Svjetskom nogometnom prvenstvu 1994. u SAD-u, kada su bili 4., a kapetan i napadač Hristo Stoičkov bio je najbolji strijelac prvenstva s 6 golova, koliko je postigao i Rus Oleg Salenko. Osim Stoičkova, tada su okosnicu reprezentacije činili i Emil Kostadinov, Jordan Lečkov, Krasimir Balakov i Trifon Ivanov.
Na Olimpijskim igrama, bugarska nogometna reprezentacija osvojila je srebrnu medalju na OI 1968. i brončanu medalju na OI 1956. godine.
Najbolji strijelci reprezentacije su Dimitar Berbatov i Hristo Bonev s 48 golova, a najviše nastupa (105) skupio je Stilijan Petrov.

## Nogometaši s najviše odigranih utakmica
Do 30. ožujka 2009.:
| #   | Igrač             | Karijera      | Nastupa | Golova |
| --- | ----------------- | ------------- | ------- | ------ |
| 1.  | Borislav Mihajlov | 1983. – 1998. | 102     | 0      |
| 2.  | Hristo Bonev      | 1967. – 1979. | 96      | 47     |
| 3.  | Krasimir Balakov  | 1988. – 2003. | 92      | 16     |
| 4.  | Dimitar Penev     | 1965. – 1974. | 90      | 2      |
| 5.  | Stilijan Petrov   | 1998.–        | 86      | 8      |
| 6.  | Radostin Kišišev  | 1996.–        | 85      | 0      |
| 7.  | Hristo Stoičkov   | 1986. – 1999. | 83      | 37     |
| 8.  | Nasko Sirakov     | 1983. – 1996. | 81      | 23     |
| 9.  | Ajan Sadakov      | 1981. – 1991. | 80      | 9      |
| 10. | Zlatko Jankov     | 1989. – 1999. | 79      | 4      |

## Nogometaši sa najviše postignutih pogodaka
Do 30. ožujka 2009.:
| #   | Igrač              | Karijera      | Golova | Nastupa |
| --- | ------------------ | ------------- | ------ | ------- |
| 1.  | Hristo Bonev       | 1967. – 1979. | 47     | 96      |
| 2.  | Dimitar Berbatov   | 1999.–        | 41     | 67      |
| 3.  | Hristo Stoičkov    | 1987. – 1999. | 37     | 83      |
| 4.  | Emil Kostadinov    | 1988. – 1998. | 26     | 70      |
| 5.  | Petar Žekov        | 1963. – 1972. | 25     | 44      |
| 6.  | Ivan Kolev         | 1950. – 1963. | 25     | 75      |
| 7.  | Nasko Sirakov      | 1983. – 1997. | 23     | 81      |
| 8.  | Dimitar Milanov    | 1948. – 1959. | 20     | 39      |
| 9.  | Georgi Asparuhov   | 1962. – 1970. | 19     | 50      |
| 10. | Dinko Dermendžijev | 1966. – 1977. | 19     | 58      |

## Uspjesi na velikim natjecanjima
| Prvenstvo                    | Rezultat              |
| ---------------------------- | --------------------- |
| Urugvaj 1930.                | Nije sudjelovala      |
| Italija 1934.                | Nije se kvalificirala |
| Francuska 1938.              | Nije se kvalificirala |
| Brazil 1950.                 | Nije sudjelovala      |
| Švicarska 1954.              | Nije se kvalificirala |
| Švedska 1958.                | Nije se kvalificirala |
| Čile 1962.                   | Grupna faza           |
| Engleska 1966.               | Grupna faza           |
| Meksiko 1970.                | Grupna faza           |
| SR Njemačka 1974.            | Grupna faza           |
| Argentina 1978.              | Nije se kvalificirala |
| Španjolska 1982.             | Nije se kvalificirala |
| Meksiko 1986.                | Osmina finala         |
| Italija 1990.                | Nije se kvalificirala |
| SAD 1994.                    | Četvrto mjesto        |
| Francuska 1998.              | Grupna faza           |
| Južna Koreja i Japan 2002.   | Nije se kvalificirala |
| Njemačka 2006.               | Nije se kvalificirala |
| Južnoafrička Republika 2010. | Nije se kvalificirala |
| Brazil 2014.                 | Nije se kvalificirala |
| Rusija 2018.                 | Nije se kvalificirala |

| Prvenstvo                  | Rezultat              |
| -------------------------- | --------------------- |
| Francuska 1960.            | Nije se kvalificirala |
| Španjolska 1964.           | Nije se kvalificirala |
| Italija 1968.              | Nije se kvalificirala |
| Belgija 1972.              | Nije se kvalificirala |
| Jugoslavija 1976.          | Nije se kvalificirala |
| Italija 1980.              | Nije se kvalificirala |
| Francuska 1984.            | Nije se kvalificirala |
| SR Njemačka 1988.          | Nije se kvalificirala |
| Švedska 1992.              | Nije se kvalificirala |
| Engleska 1996.             | Grupna faza           |
| Belgija i Nizozemska 2000. | Nije se kvalificirala |
| Portugal 2004.             | Grupna faza           |
| Austrija i Švicarska 2008. | Nije se kvalificirala |
| Poljska i Ukrajina 2012.   | Nije se kvalificirala |
| Francuska 2016.            | Nije se kvalificirala |

## Izbornici
- Krasimir Borisov do 1992.
- Dimitar Penev 1992. – 1996.
- Hristo Vonev 1996. – 1998.
- Dimitar Dimitrov 1998. – 2000.
- Stojčo Mladenov 2000. – 2002.
- Plamen Markov 2002. – 2004.
- Hristo Stoičkov 2004. – 2007.
- Stanimir Stoilov 2007.
- Dimitar Penev 2007.
- Plamen Markov 2008.
- Stanimir Stoilov 2009.–